# Leucopis salicis
Leucopis salicis är en tvåvingeart som beskrevs av Tanasijtshuk 1962. Leucopis salicis ingår i släktet Leucopis och familjen markflugor. Arten är reproducerande i Sverige. Inga underarter finns listade i Catalogue of Life.